# Списък на реките в Австрия
А — Б — В — Г — Д —
Е — Ж — З — И — Й —
К — Л — М — Н — О —
П — Р — С — Т — У —
Ф — Х — Ц — Ч — Ш —
Щ — Ю — Я

### А
- Алц

### В
- Вена

### Г
- Гайл (122.2 km)
- Гурк (120 km)
- Гьолзен (15 km)

### Д
- Драва (710* км)
- Дунав (2857* км)

### Е
- Енс (254 km)
- Ерлауф (70 km)

### З
- Залцах (225 km)

### И
- Ибс (130 km)
- Изар (292* км)
- Илер
- Ин (517* км)

### К
- Камп

### Л
- Лайнзиц (208* км)
- Лайта
- Лех (256* км)

### М
- Морава (358* км)
- Мура (464* км)

### П
- Пинка

### Р
- Раба (250* км)
- Рейн

### С
- Сил (35 km)

### Т
- Трайзен (88 km)
- Траун (153 km)